# إسماعيل رأفت
إسماعيل رأفت (1 يناير 1908 - 2004) لاعب كرة قدم مصري راحل كان يجيد اللعب في خط الوسط.

## النشأة
ولد إسماعيل رأفت في 3 يناير 1912 ذو أصول تركية في منطقة الوفدية التابعة لحي السيدة زينب.

## المسيرة الاحترافية
انضم لفريق مدرسة الليسية الفرنسية ومنه انتقل للعب لنادي السكة الحديد بعمر الـ 17.
شغل مركز قلب الدفاع، واستمر رفقة نادي السكة الحديد من 1923 وحتى 1931، ومن ثم انضم للمختلط (نادي الزمالك) موسمًا واحدًا عام 1931-32.
أعجب إسماعيل بطريقة لعب الترسانة حينها، اللعب من لمسة واحدة والتمريرات الطويلة، وقرر الانتقال لهم في الفترة بين 1933 وحتى 1935 وكوّن ثلاثيا رهبيا مع أحمد منصور وريحان بخيت.
انضم إسماعيل للمنتخب بعمر الـ 20 عاما ولعب للمنتخب في كأس العالم 1934 وبعدها بعام شاهده مدرب نمساوي واصطحبه للاحتراف في فريق ريدستار الفرنسي وأصبح أول لاعب من الشرق يحترف في فرنسا.
ومن ثم انضم لنادي سوشو، وكان يحصل على 125 جنيها شهريًا بخلاف 12 جنيهًا مكافأة الفوز في المباراة.
في 1937 انتقل لفريق ست الفرنسي مقابل 350 جنيهًا مصريًا وظل رفقة الفريق حتى قيام الحرب العالمية الثانية عام 1939 وعاد لمصر مجددًا.
لعب مع نادي الترام بدءا من موسم 1939-40 وساهم في وصول الفريق لنهائي كأس مصر بنفس الموسم وخسر من الأهلي 3-1 وهو من سجل هدف فريقه الوحيد.
بعد نهاية الحرب طلب نادي سوشو ضمه مرة أخرى لكنه رفض السفر وقرر الاستقرار بمصر.

## المسيرة الدولية
شارك مع منتخب مصر في بطولة كأس العالم 1934 في إيطاليا حيث خرج من الدور الثمن النهائي.

## وصلات خارجية
- إسماعيل رأفت على موقع أرشيف الشارخ.
- إسماعيل رأفت على موقع الاتحاد الدولي (مؤرشف)  (الإنجليزية)
- إسماعيل رأفت على موقع ناشيونال فوتبول تيمز (الإنجليزية)
- إسماعيل رأفت على موقع Soccerway.com (الإنجليزية)
- إسماعيل رأفت على موقع عالم كرة القدم.نت (الإنجليزية)

- هذا سيرة ذاتية